# Kambainallur
Kambainallur is een panchayatdorp in het district Dharmapuri van de Indiase staat Tamil Nadu. 

## Demografie
Volgens de Indiase volkstelling van 2001 wonen er 10.847 mensen in Kambainallur, waarvan 52% mannelijk en 48% vrouwelijk is. De plaats heeft een alfabetiseringsgraad van 54%. 